# André Saubion
 (août 2025).
Motif : Après recherche, rien trouvé à son nom, sources probablement hors ligne, merci de les apporter
- Archive Wikiwix
- Bing
- Cairn
- DuckDuckGo
- E. Universalis
- Gallica
- Google
- G. Books
- G. News
- G. Scholar
- Persée
- Qwant
- (zh) Baidu
- (ru) Yandex
- (wd) trouver des œuvres sur Wikidata

| 1. | Préciser le motif de la pose du bandeau. | Précisez le motif de la pose du bandeau en utilisant la syntaxe suivante : {{admissibilité à vérifier\|date=août 2025\|motif=remplacez ce texte par le motif}}                     |
| 2. | Informer les utilisateurs concernés.     | Pensez à avertir le créateur de l'article, par exemple, en insérant le code ci-dessous sur sa page de discussion : {{subst:avertissement admissibilité à vérifier\|André Saubion}} |

 (février 2023).
Si vous disposez d'ouvrages ou d'articles de référence ou si vous connaissez des sites web de qualité traitant du thème abordé ici, merci de compléter l'article en donnant les références utiles à sa vérifiabilité et en les liant à la section « Notes et références ».

a Compétitions nationales et continentales officielles uniquement.

André Saubion, né le 13 avril 1909 à Magescq et mort le 23 mars 1999 à Bordeaux, est un joueur de rugby à XV et de rugby à XIII évoluant au poste de talonneur dans les années 1930.

## Biographie
La carrière sportive d'André Saubion est composée de deux phases. La première se déroule au club de rugby à XV du SA Bordeaux avec lequel il dispute le Championnat de France de rugby à XV. Il change de code de rugby pour du rugby à XIII et rejoint Bordeaux XIII remportant le Championnat de France en 1937 aux côtés de Marcel Nourrit, Henri Mounès, Marcel Villafranca, André Larroche, Henri Audurau, Raoul Bonamy et Louie Brown.

## Palmarès

### Rugby à XIII
- Vainqueur du Championnat de France : 1937 (Bordeaux).
- Finaliste du Championnat de France : 1935 et 1936 (Bordeaux)[1].

#### Statistiques en club
| Saison    | Saison        | Championnat           | Championnat | Coupe           | Coupe      |
| Saison    | Saison        | Comp.                 | Class.      | Comp.           | Class.     |
| --------- | ------------- | --------------------- | ----------- | --------------- | ---------- |
| 1934-1935 | Bordeaux XIII | Championnat de France | 2e          | Coupe de France | 1/2 finale |
| 1935-1936 | Bordeaux XIII | Championnat de France | Finaliste   | Coupe de France | 1/2 finale |
| 1936-1937 | Bordeaux XIII | Championnat de France | Champion    | Coupe de France | 1/2 finale |
| 1937-1938 | Bordeaux XIII | Championnat de France | 1/2 finale  | Coupe de France | 1/4 finale |
| 1938-1939 | Bordeaux XIII | Championnat de France | 1/2 finale  | Coupe de France | 1/2 finale |